# Amata cholmlei
Amata cholmlei là một loài bướm đêm thuộc phân họ Arctiinae, họ Erebidae.